# Злочинність
Злочи́нність — відносно масове, історично мінливе, соціальне і кримінально-правове явище, що є цілісною сукупністю всіх злочинів, вчинених на певній території за відповідний період часу.

## Ознаки злочинності
- відносна масовість (з часом кількість вчинених злочинів може зростати або зменшуватись);
- соціальна обумовленість (дане явище існує в суспільстві, наявні певні соціальні передумови для виникнення злочинності);
- історична мінливість (в кожній історичній епосі існувала злочинність із специфічним набором сукупності злочинів, які могли вчинятися саме на даному історичному етапі розвитку суспільства);
- кримінально правове явище (сукупність кримінально караних діянь).

## Класифікація злочинності
- за територіальною поширеністю (місцева, регіональна, міжрегіональна, державна, міждержавна);
- за мотивацією посягань (насильницька, насильницько-корислива, корисливо-насильницька, корислива);
- за стадією фіксації (фактична, заявна, зареєстрована, встановлена судом).

Злочинності як соціальному явищу притаманні певні показники. Показники злочинності поділяються на кількісні (стан, об'єм, рівень, коєфіцієнт, динаміка злочинності) та якісні (структура, характер, ціна, латентність).